# Il cacciatore di taglie (film 1980)
Il cacciatore di taglie (The Hunter) è un film del 1980 diretto da Buzz Kulik.
È l'ultima pellicola interpretata da Steve McQueen, girata durante le ultime fasi della malattia che lo condurrà alla morte a conclusione delle riprese e ciò nonostante egli interpreterà integralmente senza avvalersi di controfigura, comprese alcune scene d'azione critiche divenute memorabili.

## Trama
Una legge americana del Diciannovesimo Secolo, tuttora vigente in alcuni stati, prevede un premio per i privati cittadini che assicurano alla giustizia le persone con giudizio in corso e resesi irreperibili durante il beneficio della libertà su cauzione.